# Pelagonemertes rollestoni
Pelagonemertes rollestoni is een snoerwormensoort uit de familie van de Pelagonemertidae. De wetenschappelijke naam van de soort is voor het eerst geldig gepubliceerd in 1875 door Moseley.